# Джордж Буше
Джордж Буше (англ. Georges Boucher, нар. 19 серпня 1896, Оттава — пом. 17 жовтня 1960) — канадський хокеїст, що грав на позиції захисника. Згодом — хокейний тренер.
Член Зали слави хокею з 1960 року. Володар Кубка Стенлі. 

## Сім'я
Мав шістьох братів та двох сестер, три брати також грали в НХЛ — Френк, Роберт та Біллі. Він також дядько головного тренера олімпійських чемпіонів 1948 Френка Буше.

## Ігрова кар'єра
Хокейну кар'єру розпочав 1913 року.
Протягом професійної клубної ігрової кар'єри, що тривала 19 років, захищав кольори команд «Оттава Сенаторс»,  «Монреаль Марунс» та  «Чикаго Блек Гокс».
Загалом провів 477 матчів у НХЛ, включаючи 28 ігор плей-оф Кубка Стенлі.

## Тренерська робота
1930 року розпочав тренерську роботу в НХЛ. Працював з командами «Бостон Брюїнс», «Монреаль Марунс», «Оттава Сенаторс», «Сент-Луїс Іглс».

## Нагороди та досягнення
- Володар Кубка Стенлі в складі «Оттава Сенаторс» — 1920, 1921, 1923, 1927.

## Статистика
| Сезон                 | Клуб                   | Ліга                  | Регулярний сезон | Регулярний сезон | Регулярний сезон | Регулярний сезон | Регулярний сезон | Плей-оф | Плей-оф | Плей-оф | Плей-оф | Плей-оф |
| Сезон                 | Клуб                   | Ліга                  | І                | Г                | П                | О                | ШХ               | І       | Г       | П       | О       | ШХ      |
| --------------------- | ---------------------- | --------------------- | ---------------- | ---------------- | ---------------- | ---------------- | ---------------- | ------- | ------- | ------- | ------- | ------- |
| 1913–14               | «Оттава Нью-Единбургс» | Exhib.                | 5                | 1                | 0                | 1                | —                | —       | —       | —       | —       | —       |
| 1914–15               | «Оттава Нью-Единбургс» | OCHL                  | 15               | 12               | 0                | 12               | —                | 1       | 0       | 0       | 0       | —       |
| 1914–15               | Ottawa Royal Canadians | OCHL                  | 4                | 6                | 0                | 6                | —                | 2       | 2       | 0       | 2       | —       |
| 1915–16               | Montreal La Casquette  | MCHL                  | 1                | 1                | 0                | 1                | 0                | —       | —       | —       | —       | —       |
| 1915–16               | «Оттава Сенаторс»      | НХА                   | 19               | 9                | 1                | 10               | 62               | —       | —       | —       | —       | —       |
| 1916–17               | «Оттава Сенаторс»      | НХА                   | 18               | 10               | 5                | 15               | 27               | 2       | 1       | 0       | 1       | 8       |
| 1917–18               | «Оттава Сенаторс»      | НХЛ                   | 21               | 9                | 8                | 17               | 46               | —       | —       | —       | —       | —       |
| 1918–19               | «Оттава Сенаторс»      | НХЛ                   | 17               | 3                | 2                | 5                | 29               | 5       | 2       | 0       | 2       | 9       |
| 1919–20               | «Оттава Сенаторс»      | НХЛ                   | 22               | 9                | 8                | 17               | 55               | —       | —       | —       | —       | —       |
| 1919–20               | «Оттава Сенаторс»      | Кубок Стенлі          | —                | —                | —                | —                | —                | 5       | 2       | 0       | 2       | 2       |
| 1920–21               | «Оттава Сенаторс»      | НХЛ                   | 23               | 11               | 8                | 19               | 53               | 2       | 3       | 0       | 3       | 10      |
| 1920–21               | «Оттава Сенаторс»      | Кубок Стенлі          | —                | —                | —                | —                | —                | 5       | 2       | 0       | 2       | 9       |
| 1921–22               | «Оттава Сенаторс»      | НХЛ                   | 23               | 13               | 12               | 25               | 12               | 2       | 0       | 0       | 0       | 4       |
| 1922–23               | «Оттава Сенаторс»      | НХЛ                   | 24               | 14               | 9                | 23               | 58               | 2       | 0       | 1       | 1       | 2       |
| 1922–23               | «Оттава Сенаторс»      | Кубок Стенлі          | —                | —                | —                | —                | —                | 6       | 2       | 1       | 3       | 6       |
| 1923–24               | «Оттава Сенаторс»      | НХЛ                   | 21               | 13               | 10               | 23               | 38               | 2       | 0       | 1       | 1       | 4       |
| 1924–25               | «Оттава Сенаторс»      | НХЛ                   | 28               | 15               | 5                | 20               | 95               | —       | —       | —       | —       | —       |
| 1925–26               | «Оттава Сенаторс»      | НХЛ                   | 36               | 8                | 4                | 12               | 64               | 2       | 0       | 0       | 0       | 10      |
| 1926–27               | «Оттава Сенаторс»      | НХЛ                   | 40               | 8                | 3                | 11               | 115              | 6       | 0       | 0       | 0       | 43      |
| 1927–28               | «Оттава Сенаторс»      | НХЛ                   | 43               | 7                | 5                | 12               | 78               | 2       | 0       | 0       | 0       | 4       |
| 1928–29               | «Оттава Сенаторс»      | НХЛ                   | 29               | 3                | 1                | 4                | 60               | —       | —       | —       | —       | —       |
| 1928–29               | «Монреаль Марунс»      | НХЛ                   | 12               | 1                | 1                | 2                | 10               | —       | —       | —       | —       | —       |
| 1929–30               | «Монреаль Марунс»      | НХЛ                   | 37               | 2                | 6                | 8                | 50               | 3       | 0       | 0       | 0       | 2       |
| 1930–31               | «Монреаль Марунс»      | НХЛ                   | 30               | 0                | 0                | 0                | 25               | —       | —       | —       | —       | —       |
| 1931–32               | «Чикаго Блек Гокс»     | НХЛ                   | 43               | 1                | 5                | 6                | 30               | 2       | 0       | 1       | 1       | 0       |
| 1932–33               | «Бостон Кубс»          | КАХЛ                  | 9                | 0                | 0                | 0                | 8                | —       | —       | —       | —       | —       |
| Усього в НХА          | Усього в НХА           | Усього в НХА          | 37               | 19               | 6                | 25               | 89               | 2       | 1       | 0       | 1       | 8       |
| Усього в НХЛ          | Усього в НХЛ           | Усього в НХЛ          | 449              | 117              | 87               | 204              | 838              | 28      | 5       | 3       | 8       | 88      |
| Усього в Кубку Стенлі | Усього в Кубку Стенлі  | Усього в Кубку Стенлі | —                | —                | —                | —                | —                | 16      | 6       | 1       | 7       | 17      |

## Тренерська статистика
| Команда           | Сезон        | Регулярний сезон | Регулярний сезон | Регулярний сезон | Регулярний сезон | Регулярний сезон | Регулярний сезон | Плей-оф              |
| Команда           | Сезон        | І                | В                | П                | Н                | О                | Місце            | Результат            |
| ----------------- | ------------ | ---------------- | ---------------- | ---------------- | ---------------- | ---------------- | ---------------- | -------------------- |
| «Монреаль Марунс» | 1930–31      | 12               | 6                | 5                | 1                | (12)             | 3-є у КД         | програш в 1/4 фіналу |
| «Оттава Сенаторс» | 1933–34      | 48               | 13               | 29               | 6                | 32               | 5-е у КД         | не вийшли            |
| «Сент-Луїс Іглс»  | 1934–35      | 35               | 9                | 20               | 6                | (24)             | 5-е у КД         | (звільнений)         |
| «Бостон Брюїнс»   | 1949–50      | 70               | 22               | 32               | 16               | 70               | 5-е в НХЛ        | не вийшли            |
| Усього в НХЛ      | Усього в НХЛ | 165              | 50               | 86               | 29               |                  |                  |                      |